# El corc
El corc

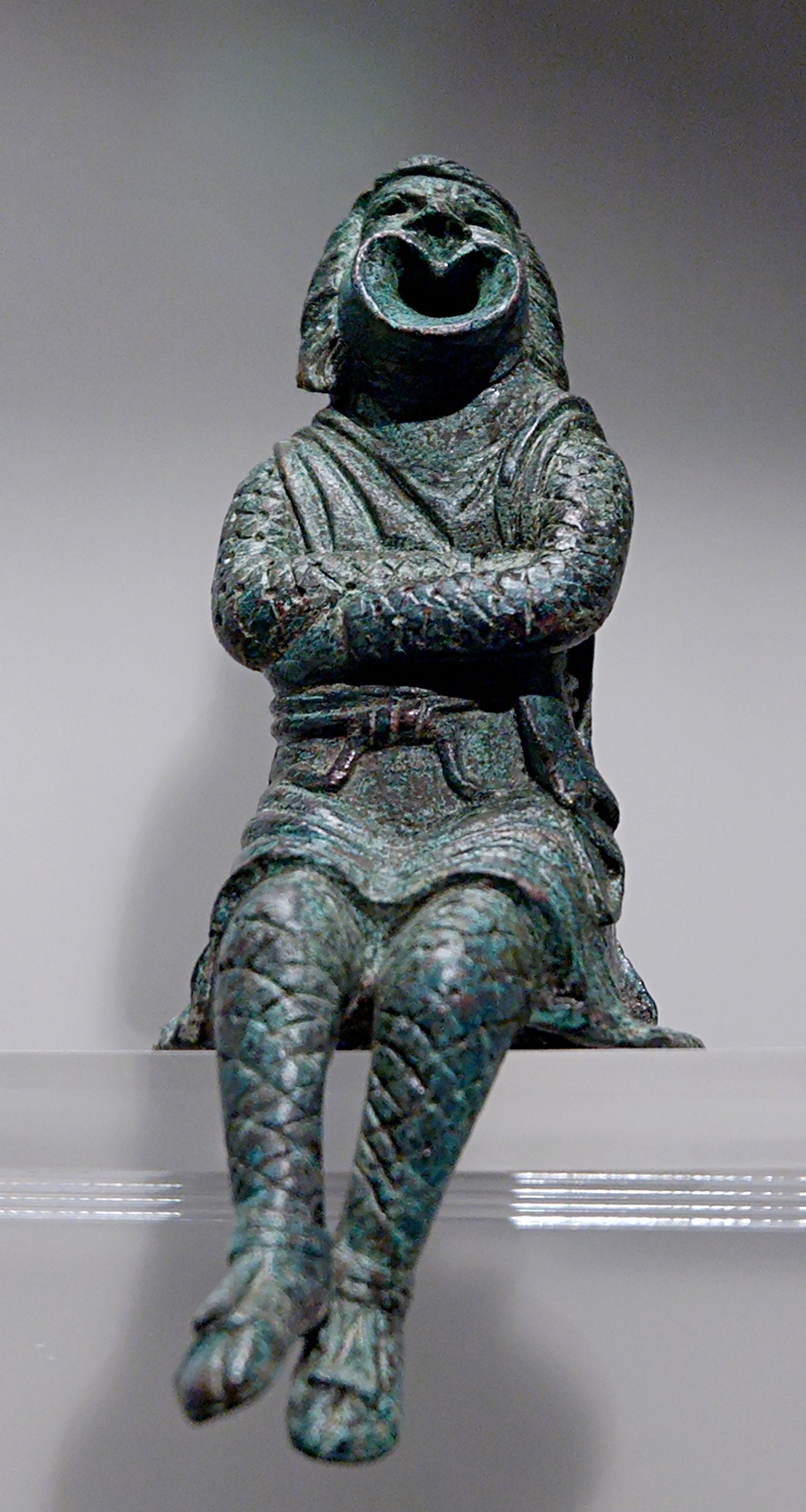
Esclau de comèdia

(en llatí, Curculius) és una comèdia escrita pel dramaturg romà Plaute. Es tracta d'una fabulla palliata, en què els personatges i l'ambientació són grecs. Els personatges arquetípics són una prostituta de bon cor (meretrix), que es troba en poder d'un senyor, un adolescent no gaire llest (adulescens amans), un esclau (servus) i un soldat (miles).
L'acció té lloc a Epidaure. Fedrom i Planèsia estan enamorats, però la noia es troba en poder de l'alcavot Capadoci. Fedrom envia el seu paràsit Curculi a Caria perquè aconsegueixi diners per a comprar la noia. Però, un soldat anomenat Terapontígan també vol comprar-la i encarrega a un dels seus representants que realitzi l'operació quan ell l'avisi mitjançant una carta segellada. Curculi no aconsegueix els diners, però aconsegueix apoderar-se d'un anell del militar i segella una carta falsa amb la qual rescata la jove. Quan arriba Terapontígan, tot acaba bé perquè mitjançant l'anell reconeix que Planesia és la seva germana.